# Szemajasz
Szemajasz (I wiek p.n.e.) – żydowski uczony, przewodniczący sanhedrynu, nasi. Wraz z Awtaljonem tworzył czwartą Zugot.
Według Heinricha Graetza pochodził z Aleksandrii. Był uczniem Jehudy ben Tabbaja i Szymona ben Szetacha. Był przywódcą stronnictwa faryzeuszy.
Nauki Szemajasza znajdują sie w traktacie Pirke Awot. Jego uczniami byli Hillel i Szammaj. 